# Ніфар (підприємство)
Ніфар — підприємство з виробництва лакофарбової продукції та побутової хімії.

## Історія
- Завод було засновано у 1921 році на базі виробничо-кооперативної артілі у складі 20 працівників. Основною продукцією, що випускалася були олійні фарби, сухі фарби, замазки для вікон, оліфа натуральна для власних потреб.

- У 1957 році артіль було реорганізовано і передано до Міністерства місцевої промисловості, після чого вона отримала назву лакофарбового заводу.

- У 1960 році підприємство перейшло у підпорядкування Управління хімічної промисловості  Київського Раднаргоспу.

- У 1983 лакофарбовий завод перейменовано на завод побутової хімії.

- На початку 1994 року згідно з рішенням загальних зборів засновників, шляхом перетворення суб'єкта підприємницької діяльності орендного підприємства «Ніфар» було створене Закрите Акціонерне Товариство «Ніфар».

- 2010 — підприємство переживає не прості часи.

## Продукція
Продукція товариства — лакофарбові матеріали і товари побутової хімії.